# رود یروسلان
رود یروسلان (انگلیسی: Yeruslan) یک رودخانه در استان ولگوگراد کشور روسیه است.